# Raffaele Cafiero
Raffaele Cafiero (Melfi, 12 febbraio 1891 – Napoli, 10 luglio 1959) è stato un giornalista, politico, armatore e avvocato italiano.

## Carriera
Laureato in giurisprudenza, fu armatore e consigliere fidato di Achille Lauro, di cui fu anche autore di numerosi discorsi pubblici. Diresse i giornali Il Risorgimento nel 1948 e Roma tra il 1950 e il 1952.
Aderì al Partito Nazionale Monarchico e, in seguito ad una scissione interna, seguì Lauro nella fondazione del Partito Monarchico Popolare (divenendone vicepresidente), partecipando infine alla fondazione del Partito Democratico Italiano di Unità Monarchica.
Fu anche consigliere e vicesindaco di Napoli. Morto durante lo svolgimento dell'incarico di deputato nella III legislatura, venne sostituito da Raffaele Chiarolanza.